# 桂浜水族館
桂浜水族館（かつらはますいぞくかん）は、高知県高知市にある水族館。通称はハマスイ。2017年現在、約250種7000点の海や川の生き物が展示されている。

## 概要
1931年4月に、桂浜に開館。太平洋戦争中には一時閉鎖されるが、終戦後に再開される。
小規模ではあるが、館内から桂浜や太平洋が一望できる自然を取り入れたレイアウト、黒潮で獲れる魚を展示するなど、特徴のある水族館となっている。
1984年3月の新築から2002年9月まで、館の看板として和歌山県太地町から搬入したオキゴンドウが断続的に8頭飼育されていた。現在はプールが手狭なため、飼育されていない。
2020年以降は新型コロナ禍により観客が集まるアシカ、カワウソ、トドのショーを中止し、2022年春にショーの再開も検討されたが、ショー以外でも動物の魅力を伝えられるとして再開しないことになった。2022年6月9日、アシカ、カワウソ、トドのショーを中止し、飼育員の指示で動物が体を動かすトレーニングの公開に変更することを発表した。トレーニングは動物の気分に合わせて基本的には食事時間に行われるが、定期的なものではなく、サプライズを楽しんでほしいとして時間の告知も行われていない。

## 沿革
- 1931年4月1日 - 開館。
- 1934年9月21日 - 室戸台風の被害により一時閉館。
- 1937年3月22日 - 南国土佐大博覧会開幕。その第二会場に指定され増改築。
- 1952年3月 - 社団法人化。同時に高知県博物館第1号に指定。
- 1984年3月 - 黒潮大博覧会の第二会場に指定され、現在地に新館を建設。
- 2011年10月15日 - 創立80周年記念企画「浦戸湾展」開催[2]。
- 2013年4月1日 - 公益社団法人化。

## 館内
- 本館
  - カメ池（有料で給餌体験可能）
  - 海水魚コーナー
  - アカメ
  - ウツボ
  - 熱帯魚コーナー
  - 大水槽
  - 淡水魚コーナー
  - 深海コーナー
  - ほねほねルーム（ふれあい標本室）
  - アート魚(ぎょ)ラリー
- ドクターフィッシュ（有料でセラピー体験可能）
- おらんくの池（ふれあいプール）
- 土佐錦魚
- にもっちんぐ（ふれあいプール）
- アシカ
- フンボルトペンギン（有料で給餌体験可能）
- コツメカワウソ - 2020年9月28日、「王子」と「桜」の間に雄2頭・雌2頭が出生、命名権を公募[3]。
- カピバラ
- ウミガメ
- リクガメ
- 釣り堀（有料）
- おらんくテラス
- マリンストア
  - 出口の外側に設置されており、退館後または入館せずに利用が可能。
- フードストア

## 歴代館長
- 初代 - 永國亀齢
- 2代 - 永國寛
- 3代 - 永國幸夫
- 4代 - 永國寿一
- 5代 - 永國昌
- 6代 - 永國雅彦(公益財団法人桂浜水族館代表理事)
- 7代 - 秋澤志名(前副館長)

## 施設情報
- 所在地 - 高知県高知市浦戸778 桂浜公園内
- 休館日 - 年中無休
- 開館時間 - 9：00～17：00

## 交通アクセス
- JR高知駅または南はりまや橋バス停から、とさでん交通桂浜行バスで30分。
- 高知自動車道・高知ICより車で30分。
- 高知龍馬空港から車、タクシーで30分。

## 周辺情報
- 桂浜
- 高知県立坂本龍馬記念館

## 事故
当館では、ウミガメへの餌やり体験を、比較的古い時期から実施してきているが、2009年8月に、大阪から観光で訪れた女性が職員から餌やり体験を勧められ、餌やりをしていたところ、ウミガメのうちの1匹に右手を咬まれ、小指の先を切断する重傷を負った。この女性は当館の運営主体の社団法人を相手取り、大阪地方裁判所堺支部に訴訟を提起。女性は、ウミガメの危険性を警告する案内や注意書きの設置が不十分であり、当館は入館者の安全に配慮する義務を果たしていないと主張しており、現在係争中である。